# Таунсвил
Таунсвил (на английски: Townsville) е град в австралийски щат Куинсланд. Намира се до централната част на Големия бариерен риф на 1300 км от Бризбейн. Населението му е 143 328 жители (2006 г.), а площта му е 140,20 км². Основан е през 1865 г., а получава статут на град през 1903 г.